# Era visto!
Era vistoǃ és una sèrie de televisió gallega estrenada en abril de l'any 2011. Produïda i creada per Zopilote S.L., es va emetre a la TVG.
Va ser guardonada amb el premi a la millor sèrie de televisió en la 12a edició dels Premis Mestre Mateo i en la 13a edició dels Premis Mestre Mateo.

## Argument
Es desenvolupa en la vila imaginària de Lameiro, una petita població rural en la qual conviuen els últims costums i maneres de la vida actual amb algunes de les més arcaiques tradicions del camp gallec. 

En to de comèdia amb tocs costumistes, la sèrie relata, en episodis breus de deu minuts de durada, les tribulacions de Moncho (Federico Pérez Rey), únic empleat en la ferreteria del carpetovetònic i caciquil don Anselmo (Manuel Manquiña); sempre disposat a seguir els absurds consells dels seus companys de taverna, Lino (un empleat de Correus interpretat per Víctor Fábregas) i Puskas (Xosé Antonio Touriñán).

## Audiència
Era visto! té el seu sostre d'audiència en 252.000 espectadors i una quota de pantalla del 24,2%. Els bons resultats collits durant els seus quatre anys d'emissió en la Televisió de Galícia han propiciat la venda dels drets a altres televisions autonòmiques, com la Balear IB3 Televisió.

## Repartiment
- Federico Pérez Rey com Moncho
- Patricia Vázquez com Elvira
- Marcos Pereiro com Kevin José i Ramona Comanecci
- Víctor Fábregas com Lino
- Xosé Antonio Touriñán com Puskas
- Manuel Manquiña com don Anselmo
- Isabel Risco com doña Hortensia
- Covadonga Berdiñas com Carmucha
- Theresa P. Lousame com Jessi

## Guardons i nominacions

### Premis Mestre Mateo
| Any  | Categoria                     | Receptor                                 | Resultat   |
| ---- | ----------------------------- | ---------------------------------------- | ---------- |
| 2011 | Millor sèrie de televisió     | Produccions Zopilote per a TVG           | Nominada   |
| 2011 | Millor actor                  | Federico Pérez                           | Nominat    |
| 2011 | Millor actor secundari        | Víctor Fábregas                          | Nominat    |
| 2011 | Millor realitzador            | Carlos Aires, Xosé Castro i Andrés Mahía | Nominats   |
| 2012 | Millor sèrie de televisió     | Produccions Zopilote per a TVG           | Guanyadora |
| 2012 | Millor actor                  | Federico Pérez                           | Nominat    |
| 2012 | Millor música original        | Piti Sanz                                | Nominada   |
| 2013 | Millor sèrie de televisió     | Producidos Zopilote per a TVG            | Guanyadora |
| 2013 | Millor actor                  | Federico Pérez                           | Nominat    |
| 2013 | Millor actriu                 | Patricia Vázquez                         | Nominada   |
| 2013 | Millor actor secundari        | Manuel Manquiña                          | Nominat    |
| 2013 | Millor actriu secundària      | Isabel Risco                             | Guanyadora |
| 2013 | Millor guió                   | Carlos Aires, Xosé Castro i Andrés Mahía | Nominats   |
| 2013 | Millor música original        | Piti Sanz                                | Nominada   |
| 2013 | Millor maquillatge i pentinat | Ana Coya                                 | Nominada   |
| 2013 | Millor disseny de vestuari    | Ana Sánchez                              | Nominada   |
| 2014 | Millor sèrie de televisió     | Producidos Zopilote per a TVG            | Nominada   |
| 2014 | Millor direcció de producció  | Ángel Seoane                             | Nominat    |
| 2014 | Millor so                     | Juan Gay, Santi Jul i Iván Laxe          | Nominats   |

## Galeria d'imatges

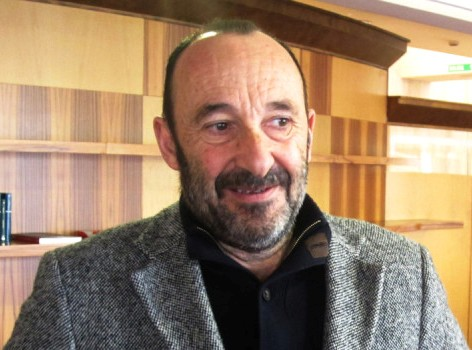
Manuel Manquiña.
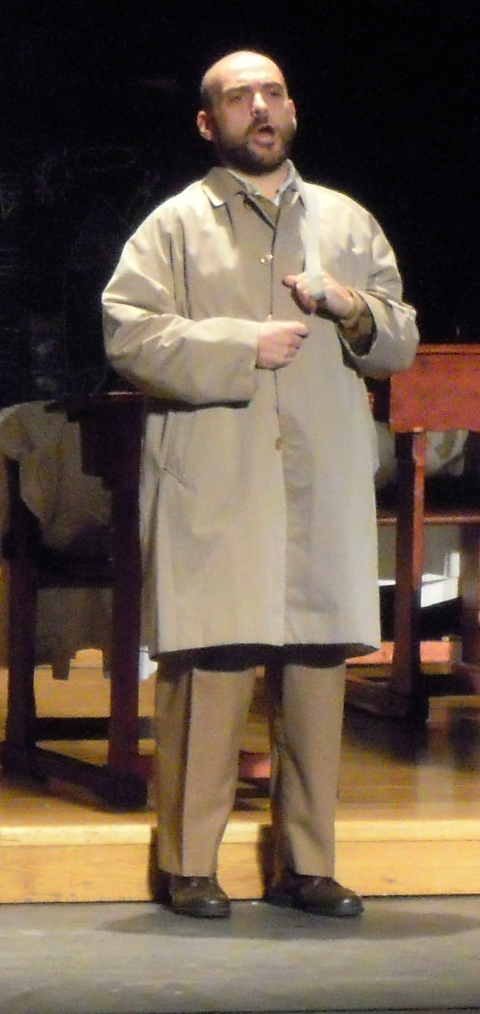
Federico Pérez Rey.
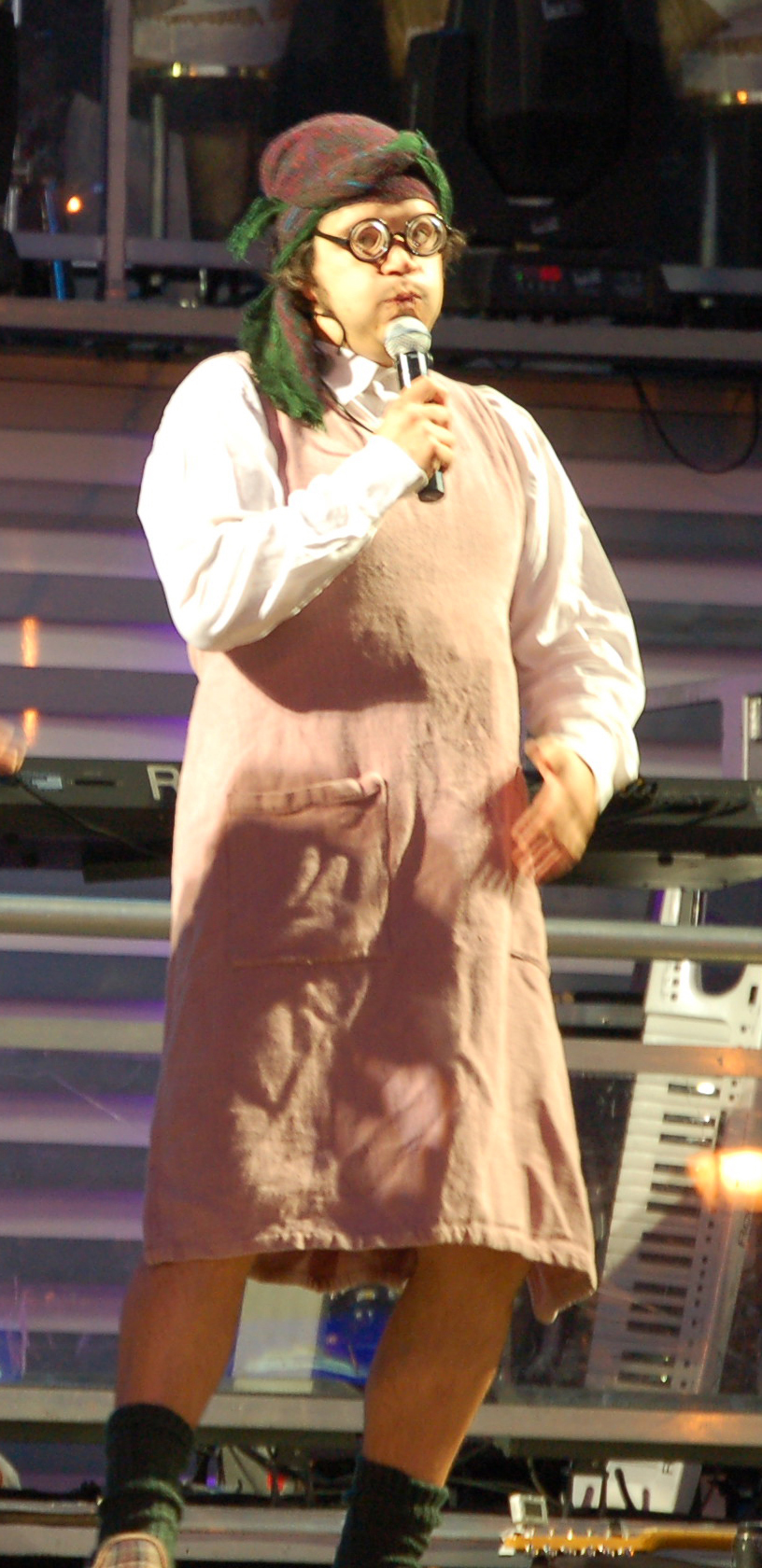
Xosé Antonio Touriñán.
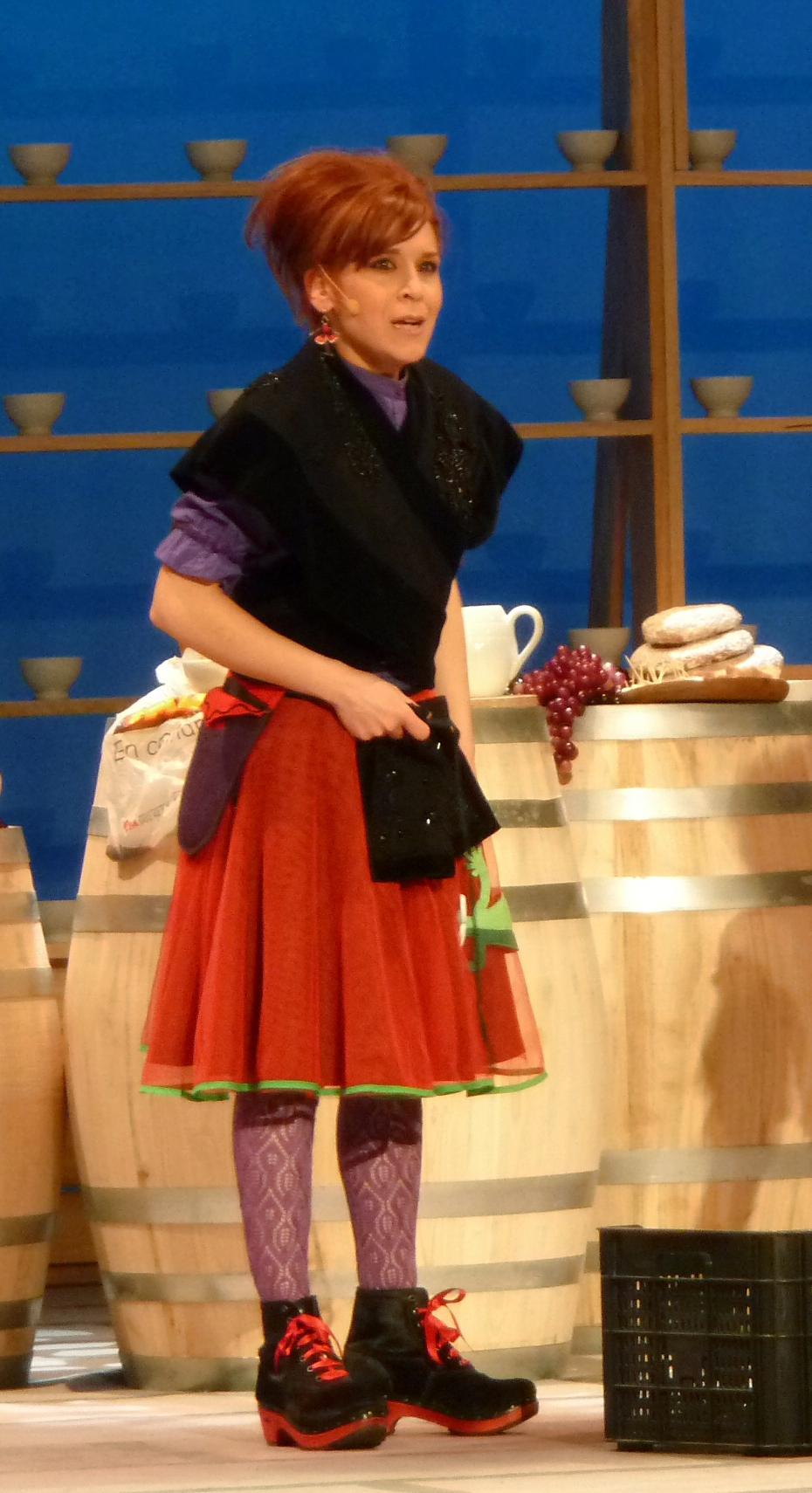
Isabel Risco.